# Distretto di Locroja
Il distretto di Locroja è uno degli undici distretti della  provincia di Churcampa, in Perù. Si trova nella regione di Huancavelica.